# Dažnica
Dažnica (en serbe cyrillique : Дажница) est un village de Bosnie-Herzégovine. Il est situé dans la municipalité de Derventa et dans la république serbe de Bosnie. Selon les premiers résultats du recensement bosnien de 2013, il compte 83 habitants.

## Démographie

### Répartition de la population par nationalités (1991)
En 1991, les 255 habitants du village étaient répartis de la manière suivante, :